# Кеннерсон, Роджер
Роджер Кеннерсон (англ. Roger Kennerson) — фигурист из Великобритании, серебряный призёр чемпионатов Европы 1966 года, серебряный призёр чемпионатов Великобритании 1965—1966 годов в танцах на льду. Выступал в паре с Ивонн Саддик.

## Спортивные достижения
| Соревнования/Сезоны       | 1964 | 1965 | 1966 |
| ------------------------- | ---- | ---- | ---- |
| Чемпионаты мира           | 4    | 6    | 4    |
| Чемпионаты Европы         | 3    | 3    | 2    |
| Чемпионаты Великобритании |      | 2    | 2    |